# Бокшић Луг
Бокшић Луг је насељено место у саставу општине Ђурђеновац у Осјечко-барањској жупанији, Република Хрватска.

## Историја
До територијалне реорганизације у Хрватској налазио се у саставу старе општине Нашице.

## Становништво
На попису становништва 2011. године, Бокшић Луг је имао 259 становника.

## Попис1991.
На попису становништва 1991. године, насељено место Бокшић Луг је имало 319 становника, следећег националног састава:
| Попис 1991.‍  | Попис 1991.‍  | Попис 1991.‍ | Попис 1991.‍ | Попис 1991.‍ |
| ------------ | ------------ | ----------- | ----------- | ----------- |
|              |              |             |             |             |
| Хрвати       | Хрвати       |             | 305         | 95,61%      |
| Словаци      | Словаци      |             | 3           | 0,94%       |
| Срби         | Срби         |             | 1           | 0,31%       |
| остали       | остали       |             | 1           | 0,31%       |
| неопредељени | неопредељени |             | 4           | 1,25%       |
| непознато    | непознато    |             | 5           | 1,56%       |
| укупно: 319  |              |             |             |             |